# Mézery-près-Donneloye
Mézery-près-Donneloye (toponimo francese) è una frazione di 78 abitanti del comune svizzero di Donneloye, nel Canton Vaud (distretto del Jura-Nord vaudois).

## Storia

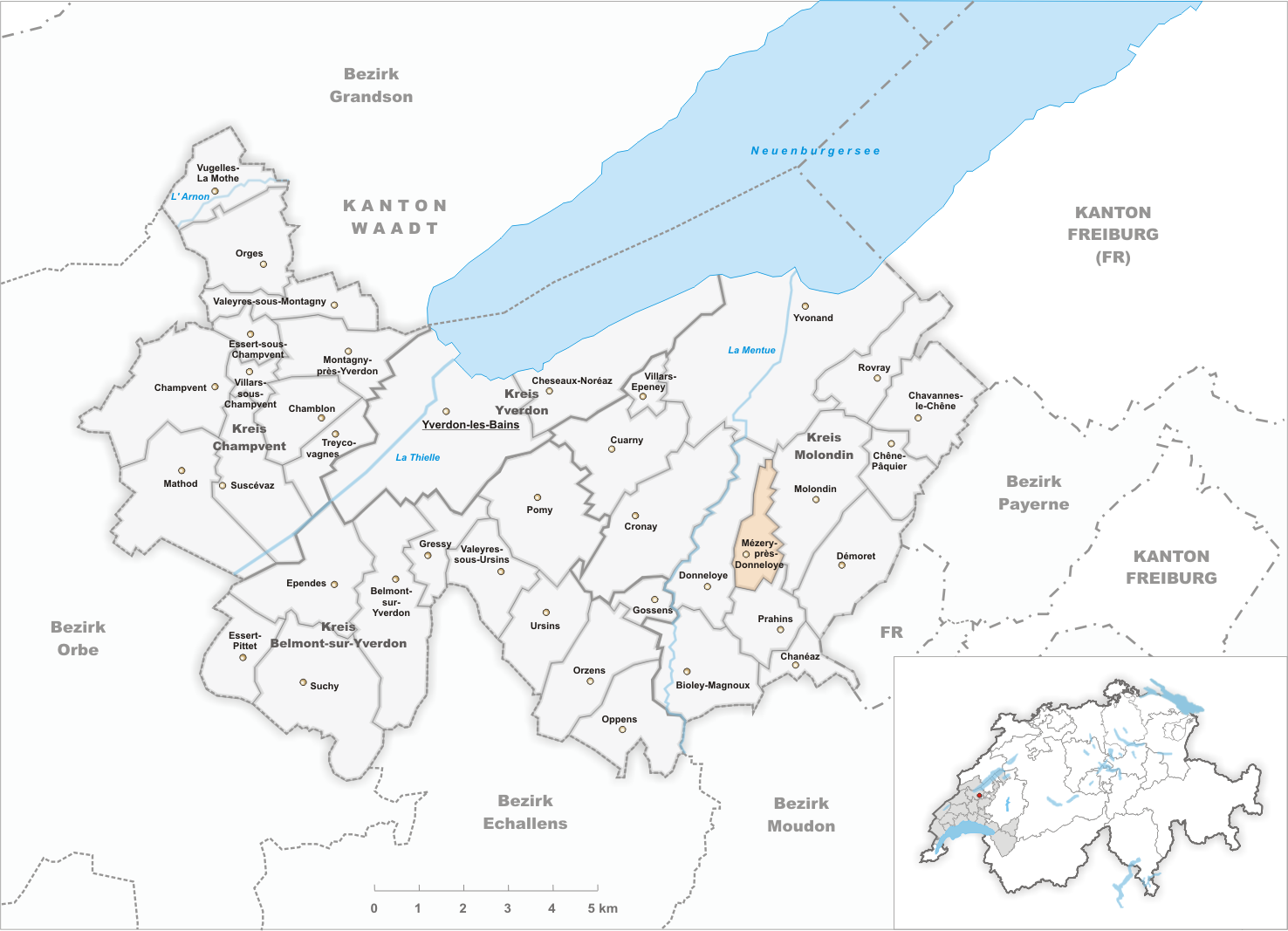
Il territorio del comune di Mézery-près-Donneloye prima degli accorpamenti comunali del 2008

Già comune autonomo che apparteneva al distretto di Yverdon e che si estendeva per 1,85 km², nel 2008 è stato accorpato al comune di Donneloye assieme all'altro comune soppresso di Gossens.

## Società

### Evoluzione demografica
L'evoluzione demografica è riportata nella seguente tabella:
Abitanti censiti

## Amministrazione
Ogni famiglia originaria del luogo fa parte del cosiddetto comune patriziale e ha la responsabilità della manutenzione di ogni bene ricadente all'interno dei confini della frazione.